# Глигор Тофоски
Глигор Йованов Тофоски (на македонска литературна норма: Глигор Jованов Тофовски) е лекар-педиатър и политик от Социалистическа република Македония.

## Биография
Роден е на 9 януари 1909 година в град Прилеп. Взема участие в Комунистическата съпротива във Вардарска Македония.
През 1945 година става управител на земската болница. Той е 2 пъти министър на здравеопазването на Социалистическа република Македония. Активно съдейства за разшряването на мрежата на здравните институции за извънболнична и болнична функции, увеличаване на медицинските кадри. Известно време е директор на републиканската служба за здравна защита. Умира на 29 май 1976 година в град Скопие.
Синът му Йован Тофовски е първи министър на здравеопазването (1992-1994) в Република Македония.